# 帝皇乌蓝
乌蓝皇帝（Ulam Raja）是菊科秋英属的一年生或多年生草本植物，原产於墨西哥，传入东南亚後盛行，是当地著名的药用植物，富含鈣質和維生素A。开桃红或黄色花，可制作多种菜肴（例如佐以马来饯,非常清香， 是马来西亚马来人的特色美食），也可治疗高血压、坏血病等疾病。

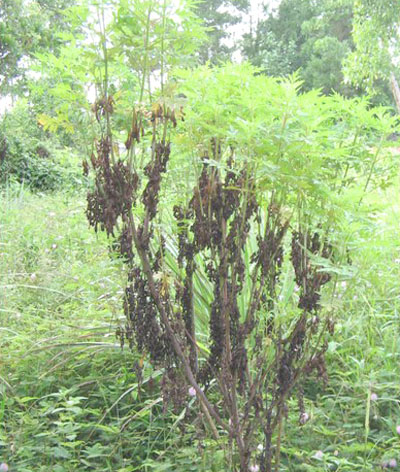
帝皇乌蓝植株

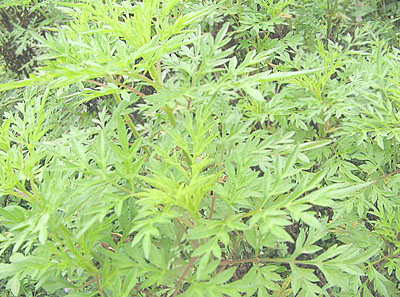
叶

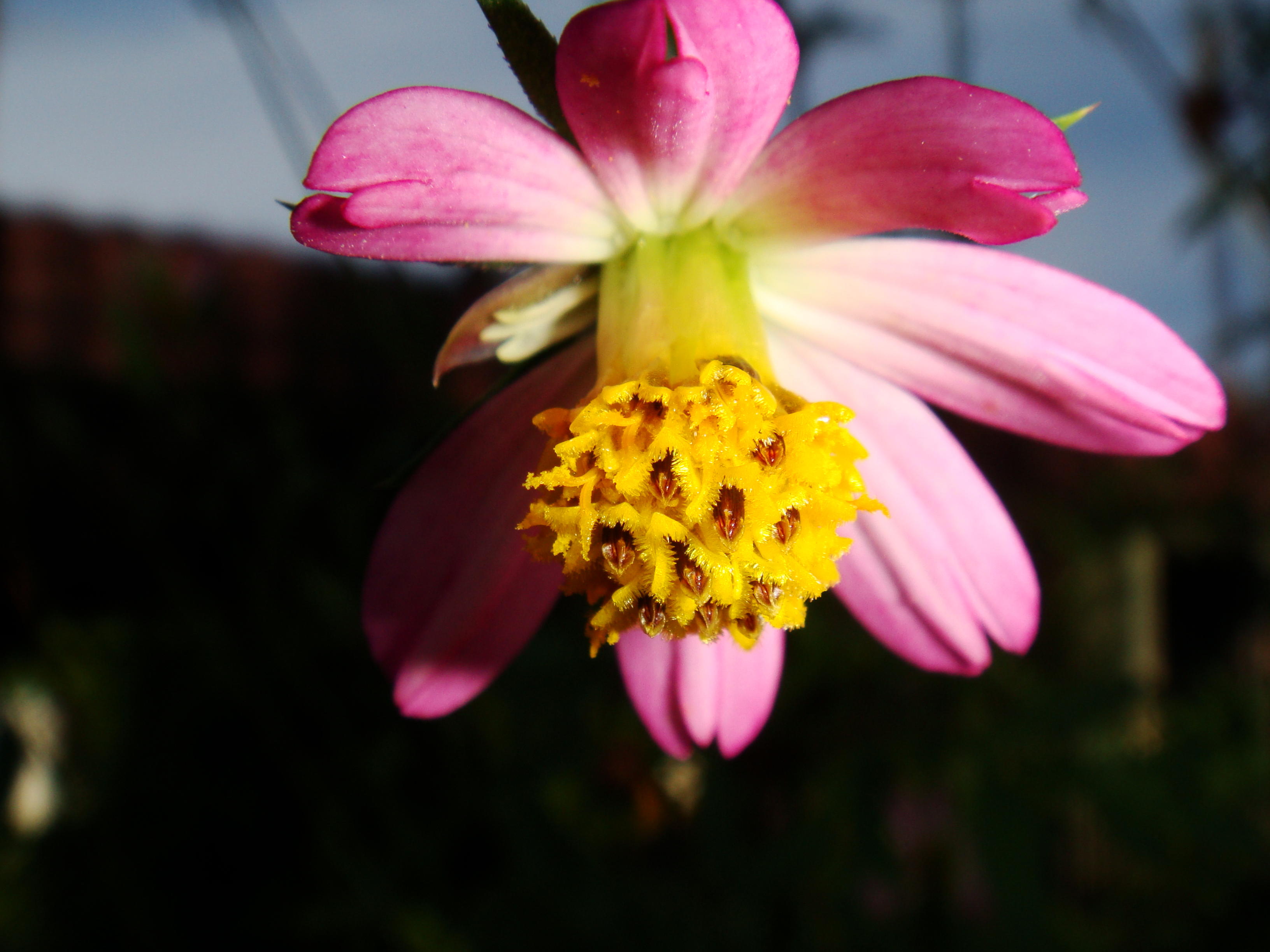
花
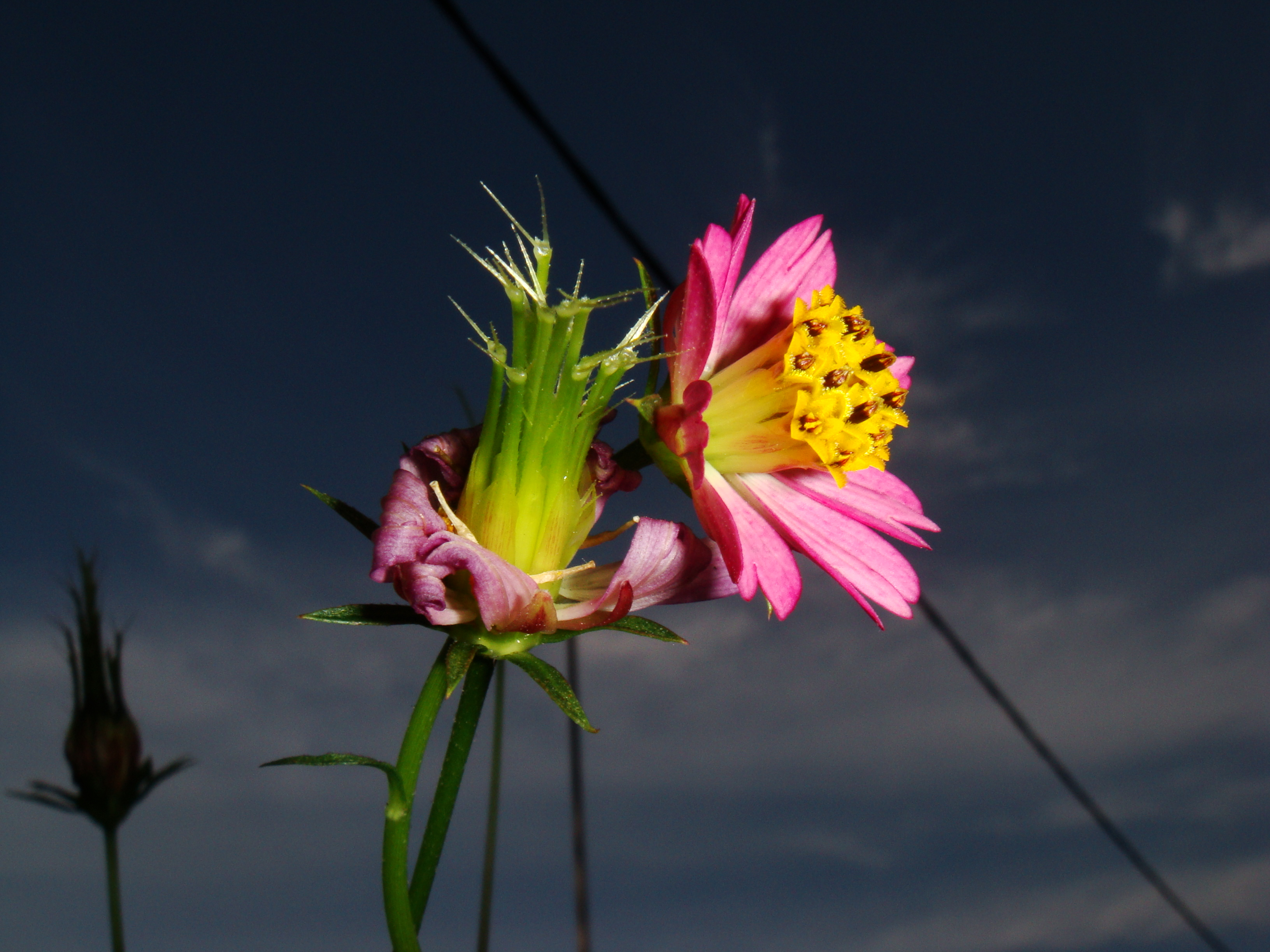
花